# Il crepuscolo (Bouguereau)
Il crepuscolo (Le Crépuscule o Humeur Nocturne) è un dipinto di William-Adolphe Bouguereau, realizzato nel 1882. L'opera è conservata nel museo delle belle arti dell'Avana, a Cuba. È l'unico dipinto di Bouguereau ad essere attualmente conservato a Cuba.

## Descrizione
Il dipinto raffigura la personificazione del crepuscolo, parzialmente avvolta da un velo nero, che si alza in cielo. L'opera può essere considerata un pendant dell'Aurora dipinta dall'artista l'anno prima. La posa è molto simile, anche se la figura è più raccolta in sé stessa ed è leggermente reclinata verso destra, mentre la personificazione dell'aurora è in stato di movimento ed è inclinata leggermente verso sinistra. Il manto scuro, ampio e vaporoso fa da cornice e mette in risalto il busto nudo idealizzato, bianco e liscio (il nudo classicheggiante era una specialità dell'artista). La figura si erge con leggiadria sopra la costa rocciosa dell'oceano occidentale, dove il sole tramonta. Sullo sfondo si vedono delle nuvole e una mezzaluna.